# Милєваць (Хорватія)
45°07′ пн. ш. 15°38′ сх. д. / 45.12° пн. ш. 15.63° сх. д.
Милєваць (хорв. Miljevac) — населений пункт у Хорватії, у Карловацькій жупанії у складі міста Слунь.

## Населення
Населення за даними перепису 2011 року становило 10 осіб.
Динаміка чисельності населення поселення: